# Heidstein
Der Heidstein ist ein 1275 m ü. NHN hoher bewaldeter Berg im Südschwarzwald (Baden-Württemberg) im Zuge der vom Feldberg (1493 m ü. NHN) nach Südwesten über den Belchen (1414 m ü. NHN) zum Blauen ziehenden Bergkette. Dieser Bergzug bildet den eindrucksvollsten Teil der Schwarzwälder Gebirgssilhouette und weist zur Oberrheinebene hin Höhenunterschiede auf, die für Mittelgebirge außergewöhnlich sind.

## Lage und Charakteristik

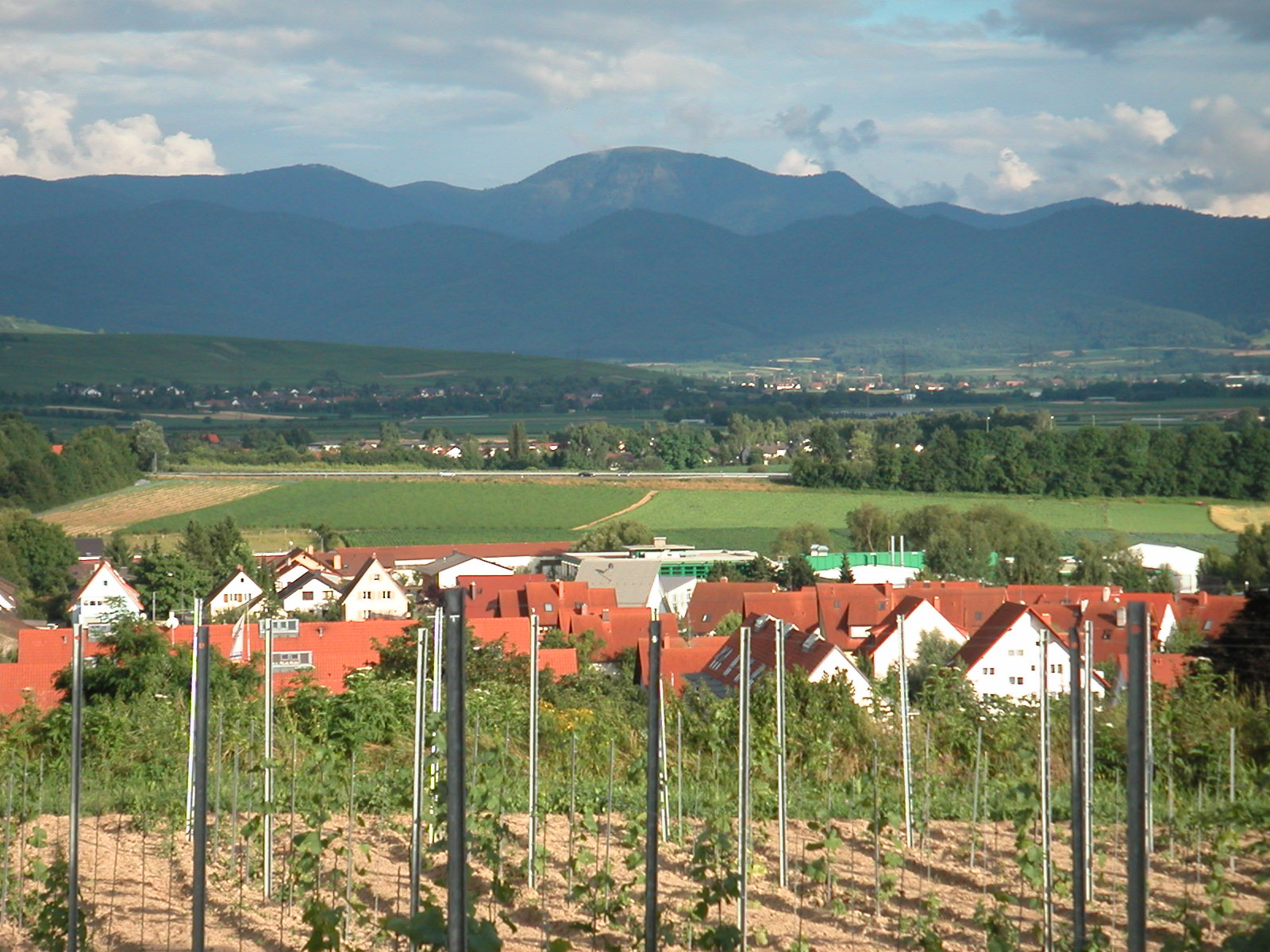
Blick aus der Rheinebene nach SO auf Belchen und Heidstein (links)

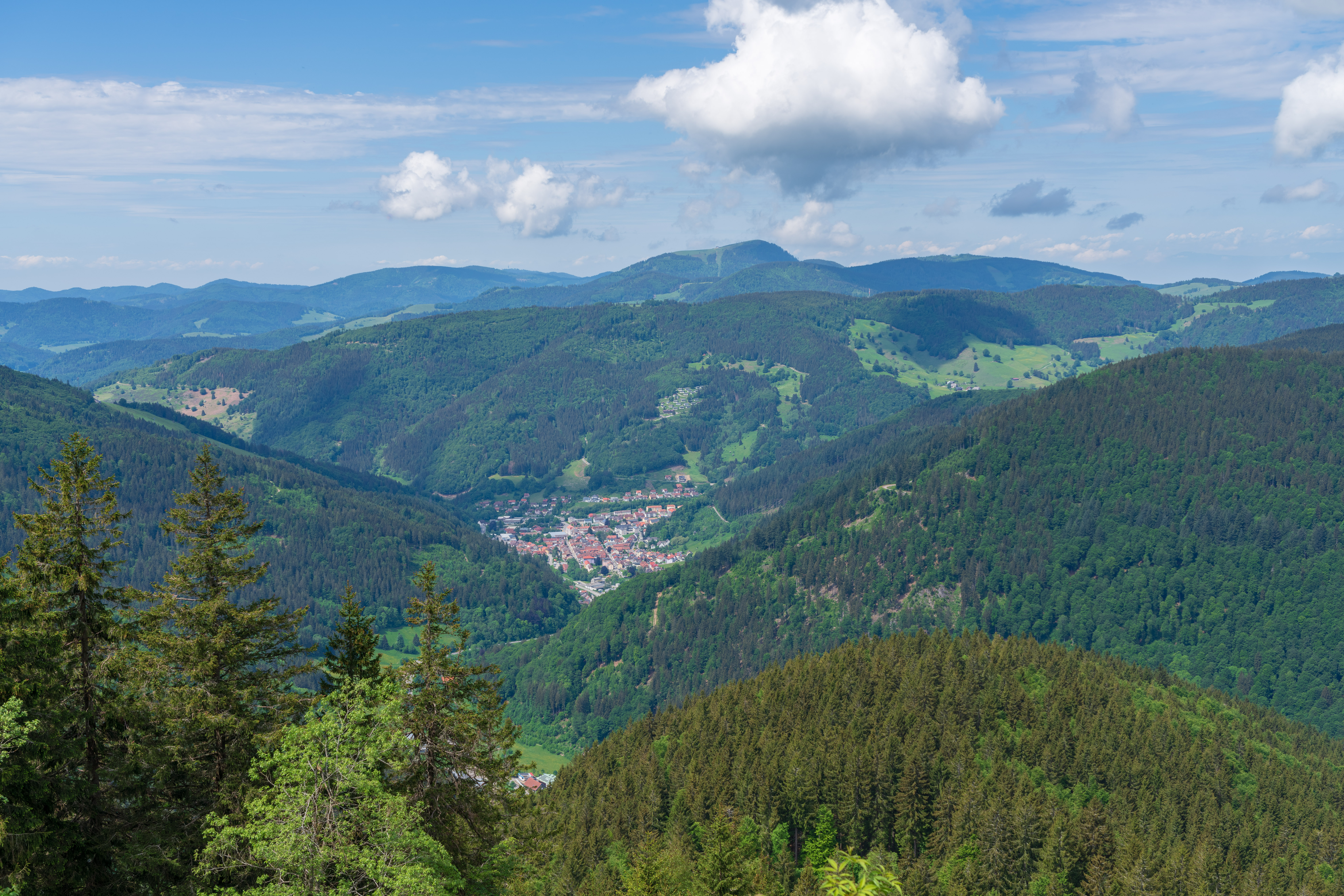
Blick vom Wiesental nach Westen auf Belchen und Heidstein (rechts)

Der Heidstein liegt auf den Gebieten der Gemeinden Aitern (Landkreis Lörrach) im Osten und Münstertal (Landkreis Breisgau-Hochschwarzwald) im Westen. Er bildet ein gemeinsames Hochgebiet mit dem südwestlich benachbarten Belchen und ist von diesem durch den scharfen Einschnitt der Krinne getrennt. Seinerseits ist der Heidstein westlichster und höchster Punkt der nach Süden offenen Bergumrahmung des Hochtals von Multen mit dem Dietschelbach, das über den Aiternbach zur Wiese entwässert. Nach Westen hin fällt der Heidstein in ununterbrochenem Steilhang über 700 Meter ins Tal von Mulden (Untermünstertal) ab.

## Vegetation
Am Heidstein dominieren Fichtenbestände, aber auch Buchen-Ahorn-Fichtenwald. Im nördlichen Teil der Steilhänge kommt auch Buchen-Altholz vor und darin weitgehend offene, plattige Gneis-Blockhalden, randlich mit älteren Buchen und Bergahornen. Der Gipfelbereich und die westexponierten Oberhänge waren früh durch die sogenannten neuartigen Waldschäden betroffen, die um 1980 vor allem auf Luftschadstoffe (Saurer Regen), später mehr auf Folgen von Trockenheits- und Hitzephasen zurückgeführt wurden. Daran ändert nichts, dass am Heidstein durchschnittliche Jahresniederschläge von 1800 bis 1900 mm fallen. Im heute stark aufgelichteten Gipfelbereich breiten sich seitdem Zwergstrauchheiden aus.

## Gesteine
Der Heidstein besteht im Wesentlichen aus Paragneis und anatektisch überprägten Gneisen. In Gipfelnähe kommt auch Granitporphyr vor. Von den Vergletscherungen in den Kaltzeiten des gegenwärtigen Eiszeitalters sind nur wenige Spuren erhalten, da sie in den Steilhängen von der Erosion beseitigt worden sind oder im Bereich des kaum bewegten Plateaueises der Hochlagen um das Multener Hochtal (Gelaubmoos) kaum augenfällig sind. Nur die scharfe Einkerbung der Krinne zeugt von der Transfluenz des Multener Gletschers in das steil abfallende Kaltwassertal zwischen Belchen und Heidstein.

## Tourismus und Naturschutz
Der Heidstein ist über die Kreisstraße 6341 und ab den Wandererparkplätzen an der Krinne und an der Hohtannhütte wenig unterhalb des Passes Hohtannhöhe leicht zu erwandern. Von der Hohtannhütte mit dem Langlaufzentrum Hohtann führt die Kostloipe über den Heidstein. Der Westweg des Schwarzwaldvereins führt steigungsarm vom Wiedener Eck durch die Steilhänge westlich um den Gipfel herum zur Krinne.
Der Berg ist zur Gänze einbezogen in das große Naturschutzgebiet Belchen und das noch ausgedehntere gleichnamige FFH-Gebiet.